# Shen Yugong
Shen Yugong, conosciuto anche con la traslitterazione Shen Yu-kong (沈聿恭T, Shěn YùgōngP; 23 giugno 1918 – ...), è stato un cestista cinese.

## Carriera
Con la Repubblica di Cina ha disputato i Giochi olimpici di Berlino 1936.